# Dol-de-Bretagne
Dol-de-Bretagne är en kommun i departementet Ille-et-Vilaine i regionen Bretagne i nordvästra Frankrike. Kommunen ligger i kantonen Dol-de-Bretagne som tillhör arrondissementet Saint-Malo. År 2022 hade Dol-de-Bretagne 5 786 invånare.

## Befolkningsutveckling
Antalet invånare i kommunen Dol-de-Bretagne
Referens:INSEE